# František Čáp

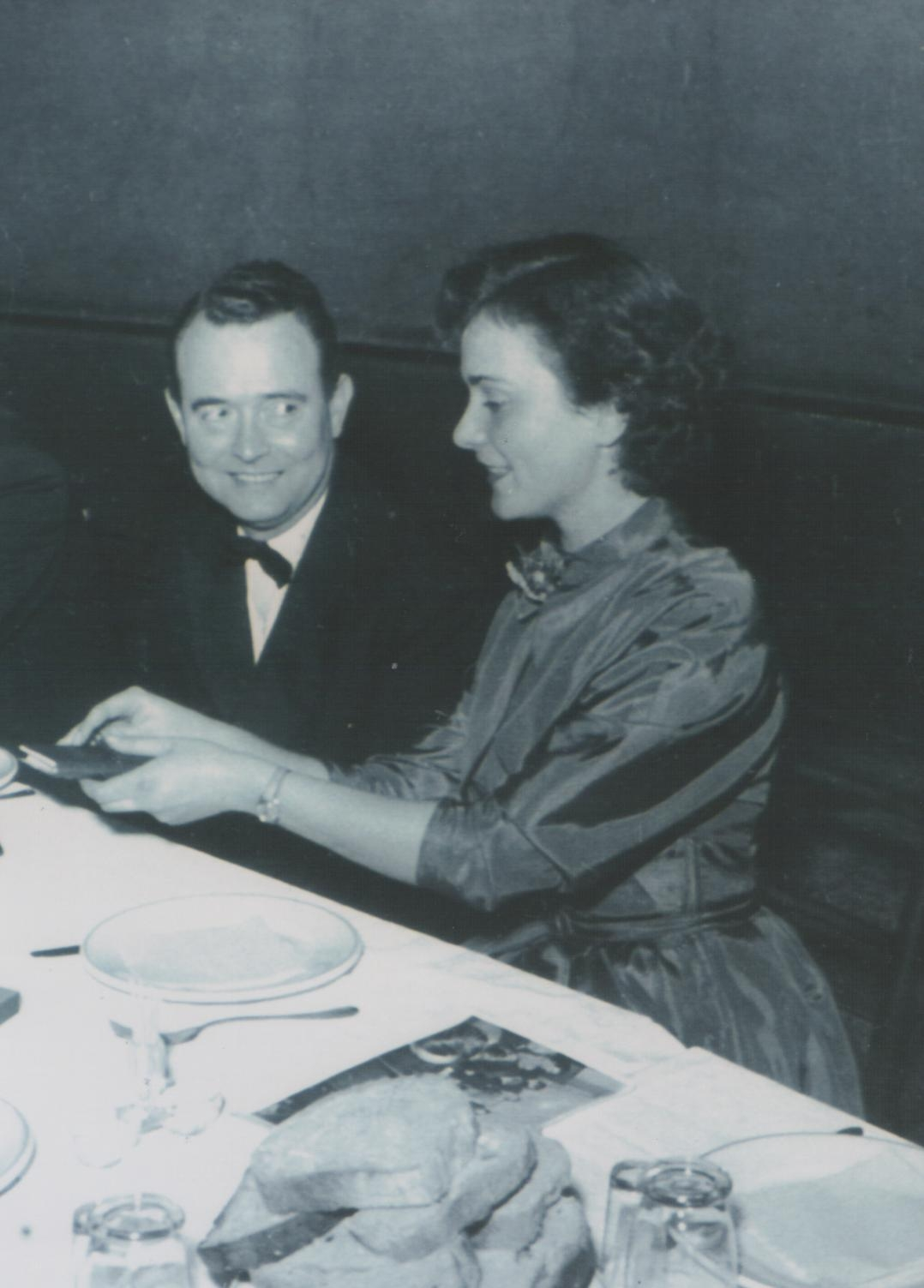
František Čáp mit Metka Gabrijelčič

František Čáp (* 7. Dezember 1913 in Čachovice, Böhmen; † 12. Januar 1972 in Ankaran, Slowenien) war ein tschechischer Regisseur. In Deutschland nannte er sich auch Franz Cap.

## Leben
Čáp besuchte die Realschule Písek und die Landwirtschaftsschule. 1932 begann er in Prag seine Bühnen- und Filmtätigkeit. Im selben Jahr war er Darsteller im Film Vor der Matura (Před maturitou) von Svatopluk Innemann und Vladislav Vančura. Ab 1937 verfasste er Drehbücher für die Dramen Jungfernschaft (1937, Panenství) und  Schritt ins Dunkel (1938, Krok do tmy).
Die erste Regiearbeit (zusammen mit Václav Krska) war der Film Ohnivé léto mit den Darstellern Václav Sova, Otýlie Benísková und Lída Baarová. Für die Prager Produktionsfirma Lucernafilm folgten 1940 Panna mit Vera Ferbasová und die Verfilmung des Romans von Božena Němcová Babicka mit Terezie Brzková in der Titelrolle.
1941 bekam er bei den Internationalen Filmfestspielen von Venedig eine Belobigung der Jury für den Film Noční motýl (deutsch Der Nachtfalter).
Bei den Filmfestspielen von Cannes 1946 gewann er den Grand Prix für den Film Muži bez křídel (deutsch Männer ohne Flügel).
1950 drehte er in der Bundesrepublik Deutschland den Krimi Kronjuwelen mit Sybille Schmitz und Hans Nielsen in den Hauptrollen. 1951 folgte für Merkur Film das Drama Das ewige Spiel mit Will Quadflieg. Für die CCC-Film-Produktion Die Spur führt nach Berlin übernahm er 1952 die Regie.
Zwei Mal erhielt er bei den Jugoslawischen Filmfestspielen in Pula den Preis Goldene Arena für den besten Film: 1954 für Melodie im Frühling und 1955 für Entscheidung am Fluss, der auch von der Evangelischen Filmgilde zum Film des Monats im April 1956 gekürt wurde. Einen seiner bekanntesten Filme, Die Geierwally nach dem gleichnamigen Roman von Wilhelmine von Hillern, drehte Čáp 1956 in der Bundesrepublik.

## Filmografie
- 1939: Ohnivé léto
- 1940: Babička
- 1940: Panna
- 1941: Preludium
- 1941: Nachtfalter (Noční motýl)
- 1941: Jan Cimbura
- 1942: Kníže Václav
- 1943: Tanečnice
- 1944: Děvčica z Bezkyd
- 1944: Mlhy na blatech
- 1945: Z růže kvítek
- 1946: Muži bez křídel
- 1947: Křižovatka
- 1947: Znamení kotvy
- 1948: Bílá tma
- 1948: Muzikant
- 1950: Kronjuwelen
- 1951: Das ewige Spiel
- 1952: Die Spur führt nach Berlin
- 1953: Melodie im Frühling (Vesna)
- 1954: Am Anfang war es Sünde
- 1955: Entscheidung am Fluss (Trenutki odločitve)
- 1956: Hilfe – sie liebt mich!
- 1956: Die Geierwally
- 1957: Zwei Herzen im Schnee (Ne čakaj na maj)
- 1957: Mädchen und Männer (La ragazza della salina)
- 1959: Die Tür bleibt offen
- 1960: X 25 meldet
- 1962: Naš avto
- 1962: Wir treffen uns heute abend
- 1965: Piran
- 1966: Mafia – Die ehrenwerte Gesellschaft
- 1968: Rinaldo Rinaldini
- 1970: Das Kamel geht durch das Nadelöhr